# Giovan Battista Pellizzari
Giovan Battista Pellizzari (Verona, 1598 – Padova, 20 febbraio 1660) è stato un pittore italiano, attivo in Veneto e Emilia-Romagna, specialmente nella città di Padova.

## Biografia
Allievo di Zeno Donisi, seguì Pietro Damini e Alessandro Varotari

## Attività
I suoi primi lavori certi sono del 1624, per la chiesa di San Gaetano a Padova. Sua è la pala sull'altare della chiesa di San Rocco a Fiavé in Trentino che raffigura la Madonna con Bambino e i santi Rocco e Bernardo di Chiaravalle.